# Симоненко, Николай Иванович
Никола́й Ива́нович Симоне́нко (1921—1997) — командир отделения 6-й отдельной гвардейской воздушно-десантной разведывательной роты (2-я гвардейская воздушно-десантная дивизия, 18-я армия, 1-й Украинский фронт), гвардии сержант — на момент представления к награждению орденом Славы 1-й степени.

## Биография
Родился 28 июня 1921 года в селе Рагули ныне Апанасенковского района Ставропольского края.
В Красной Армии с 1940 года. Служил на Дальнем Востоке. На фронте в Великую Отечественную войну с декабря 1943 года.
22 февраля 1944 года в районе Залесское-Кобриново проник в тыл обороны противника. 25 марта 1944 года за мужество, проявленное в боях с врагом, гвардии ефрейтор Симоненко награждён орденом Славы 3-й степени.
26 июня 1944 года возле населённого пункта Шешоры-Соколувка во главе группы захвата преодолел минное поле и незаметно вывел бойцов к вражеской траншее, первым ворвался в неё. Симоненко захватил в плен офицера. Офицер дал ценные сведения, которые сыграли важную роль в успешном продвижении дивизии. 8 июля 1944 года гвардии сержант Симоненко награждён орденом Славы 2-й степени.
21 августа 1944 года с группой разведчиков севернее города Мукачево (Закарпатская область, Украина) взорвал мост в тылу, через который шло подкрепление вражеских войск, уничтожив его охрану. Затем напал на штаб врага, забросал его гранатами.
Указом Президиума Верховного Совета СССР от 24 марта 1945 года за мужество, отвагу и героизм гвардии сержант Симоненко Николай Иванович награждён орденом Славы 1-й степени.
Орден Славы 1-й степени он получил только в 1972 году.
В 1945 году демобилизован. Жил в Майкопе. С 1979 года жил в городе Черкассы. Умер 18 августа 1997 года.